# Cina ai Giochi della XXIV Olimpiade
La Cina partecipò ai Giochi della XXIV Olimpiade, svoltisi a Seul, Corea del Sud, dal 17 settembre al 2 ottobre 1988, con una delegazione di 273 atleti impegnati in venticinque discipline.

## Risultati

### Pallanuoto
| Atleta | Classifica |                 |
| --- | --- | --------------- |
| V · D · M Nazionale maschile cinese di pallanuoto · Giochi olimpici - Seul 1988 1 Ni · 2 Wang · 3 Yang · 4 Yu · 5 Huang L. · 6 Huang Q. · 7 Cui · 8 Zhao · 9 Li · 10 Cai · 11 Wen · 12 Ge · 13 Zheng · CT : Peng Shaorong | 11° |                 |
| Nazionale maschile cinese di pallanuoto · Giochi olimpici - Seul 1988 | |                 |
| 1 Ni · 2 Wang · 3 Yang · 4 Yu · 5 Huang L. · 6 Huang Q. · 7 Cui · 8 Zhao · 9 Li · 10 Cai · 11 Wen · 12 Ge · 13 Zheng · CT: Peng Shaorong                                                                                  | 1 Ni · 2 Wang · 3 Yang · 4 Yu · 5 Huang L. · 6 Huang Q. · 7 Cui · 8 Zhao · 9 Li · 10 Cai · 11 Wen · 12 Ge · 13 Zheng · CT: Peng Shaorong | Cina (bandiera) |